# Škoda 100
Škoda 100 a Škoda 110 jsou téměř identické osobní automobily, vyráběné československou automobilkou AZNP v letech 1969–1977. Nahradily vozy Škoda 1000 MB a Škoda 1100 MB, celkem jich bylo vyrobeno 1 079 708 kusů.

## Historie
V roce 1968 byla zahájena rekonstrukce výrobního závodu v Mladé Boleslavi a současně připraven facelift již zastarávající Š 1000 MB.  V roce 1965 byl vytvořen hrubý prototyp – tvar sloupků a střecha byly totožné s karoserií Š 1000 MB, spodní část (blatníky, přední a zadní čela) měla tehdy moderní hranatější tvary.
Vůz dostal modernější a pevnější karoserii, změnil se rovněž interiér a částečně i některé konstrukční prvky. Sériová výroba začala 25. srpna 1969.
S novou tváří se dřívější Škoda 1000 MB jmenovala Škoda 100, Škoda 1100 MB byla Škoda 110. Sériová Škoda 100 z roku 1969 (interní typové označení 722) dostala široký „C“ sloupek. Nová karoserie rovněž přinesla větší zavazadlový prostor, na zadním čele vozidla se vyjímaly výrazné vodorovné skupinové svítilny, které vozidlu propůjčovaly dojem větší šířky. V interiéru byl změněn sloupek řízení a palubní deska byla stylisticky propracovanější. Nové byly licenční kotoučové brzdy Dunlop na předních kolech, na přední nápravě zredukovali počet mazacích míst z jedenácti na čtyři.
Na motoru byly provedeny pouze drobné změny, např. průměr pístního čepu zvětšen z 18 mm (1000 MB) na 20 mm (Š 100) atp.
Slabší verze s motorem o zdvihovém objemu 988 cm³ / 35 kW a s maximální možnou rychlostí 125 km/h nesla označení Škoda 100 a byla k dostání v základní verzi Standard nebo de Luxe. O něco silnější byla Škoda 110 L (de Luxe) s motorem 1107 cm³ / 39 kW a maximální rychlostí 128 km/h, nakonec přibyla ještě Škoda 110 LS (de Luxe Super) s motorem 1107 cm³ / 45,6 kW, který byl převzatý z příbuzného dvoudveřového kupé Škoda 110 R a který dokázal nepříliš aerodynamickému vozu udělit rychlost přes 140 km/h.
Stovky a stodesítky se nadále exportovaly do řady západoevropských zemí, kde patřily nejen k nejlevnějším na trhu, ale zejména svými dobrými jízdními vlastnostmi na kluzkém povrchu měly své stálé příznivce. Škody 110 L se v rozloženém stavu exportovaly i na Nový Zéland.
Výroba sedanů řady Škoda 100/110 byla definitivně ukončena roku 1977, příbuzné kupé Škoda 110 R se vyrábělo až do konce roku 1980.

## Popis

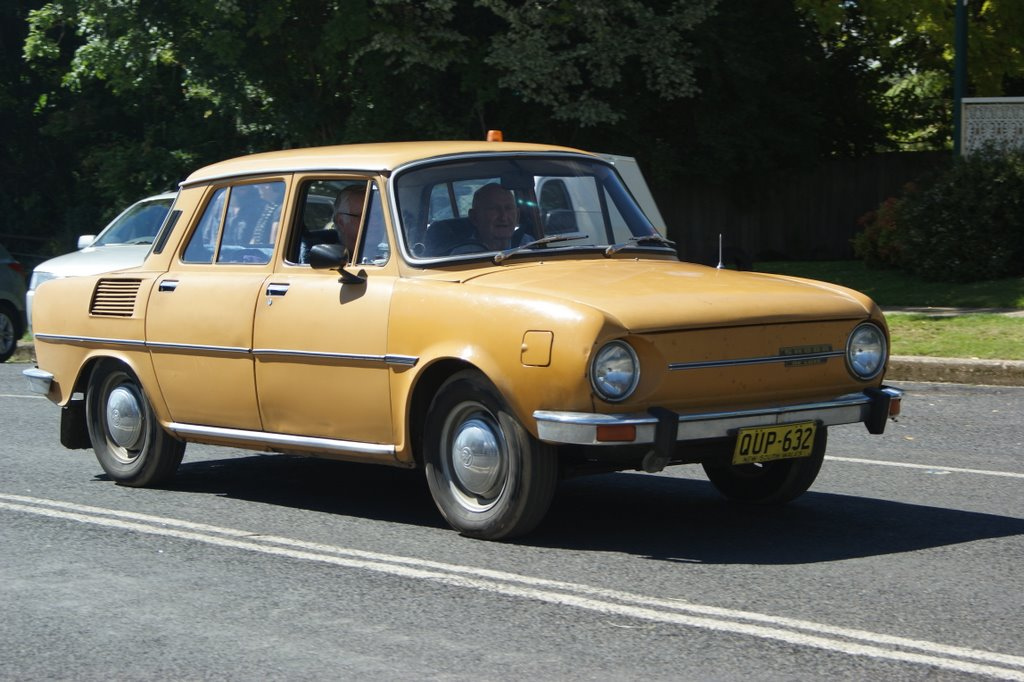
Škoda 110 L v Austrálii

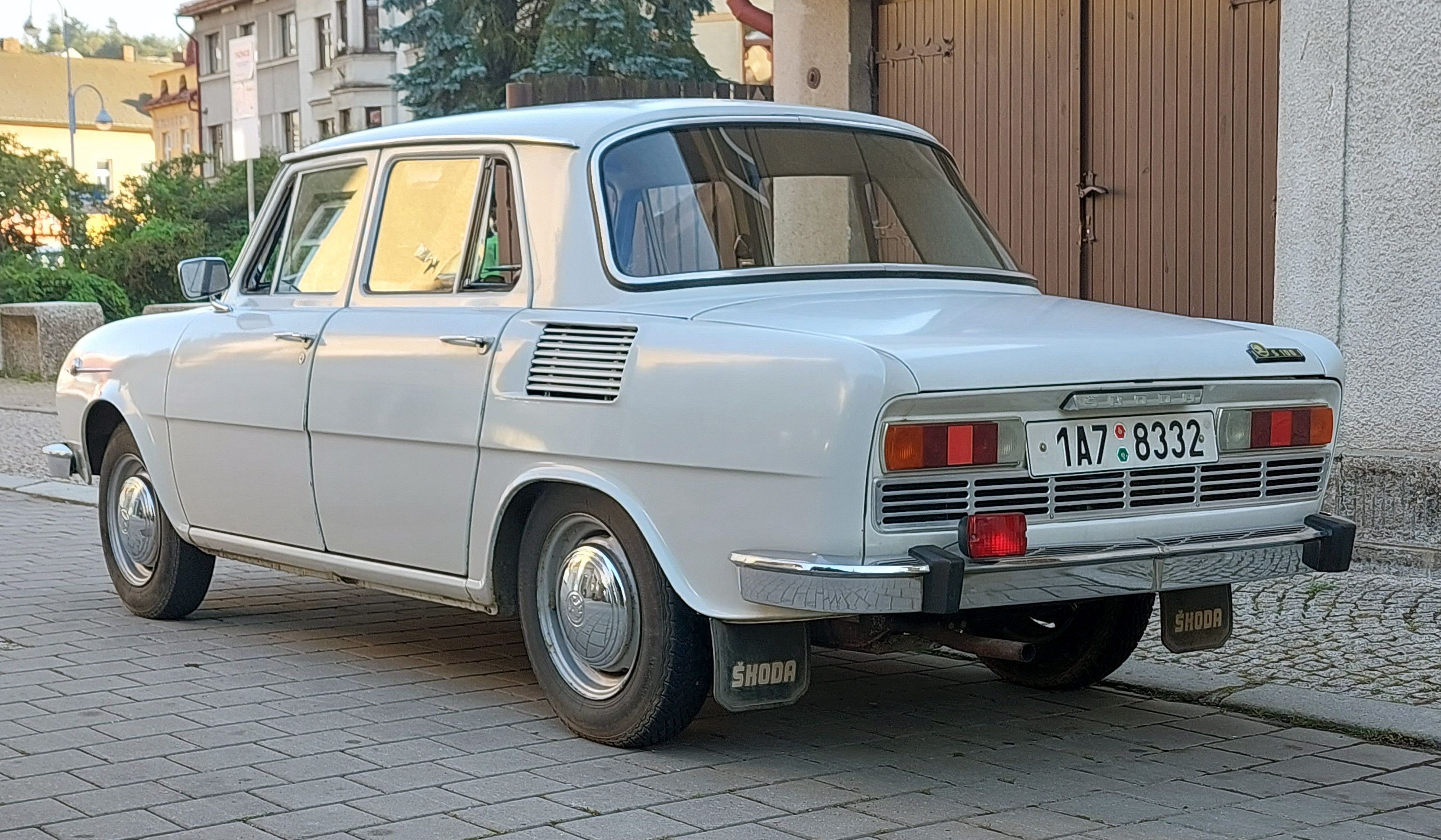
Škoda 100 (zadní pohled)

Jednoduchý interiér disponuje účelností a praktičností. V modelech „L“, takzvaných „deluxe“, byla lůžková úprava sedadel a na svou dobu další luxusní doplňky. Ve Škodě 100 byl použit systém „vše vzadu“, což znamená, že motor i převodovka s rozvodovkou byly umístěny vzadu. Nástupce Škoda 105 měla už náporové chlazení vpředu.
Vozidlo si dodnes zachovalo svůj lidový charakter. Bylo vyráběno v několika verzích a provedeních. Základními barvami byly: bílá, písková, šedivá, světle modrá, světle a tmavě zelená, šedá, černá a červená. Verze se lišily drobnostmi, například před rokem 1972 měla Š 100 nerezové šipky na předních blatnících (ta na pravé straně sloužila jako uzávěr palivové nádrže), rozdíly v masce (jiná ozdobná lišta), neměla mřížky větrání v zadních sloupcích a lisovanou mřížku do zadního čela karoserie, vyčnívající kliky dveří atd.
Škoda 110LS (Lux Super) koncepčně vychází ze Škody 100, přejímá však hnací agregát včetně příslušenství z nově vzniklého kupé 110R, motor o objemu 1107 cm³ disponuje výkonem 45,6 kW (62PS) /5500ot. SAE, součástí je chladič oleje, upravená hlava motoru, jiné časování ventilů, výfukové a sací potrubí. Škoda 110LS vzniká v roce 1971, se stále charakteristickými znaky pro starší model. Tedy maska pouze se dvojicí hlavních světlometů, široká lomená lišta, palubní deska bílé barvy atp., modernizace nastává v polovině roku 1972 s nástupem modelu 73" kdy se maska mění na čtyřsvětlovou, interiér dostává černou palubní desku s dřevěným dekorem (spodní lišta).

## Modernizace

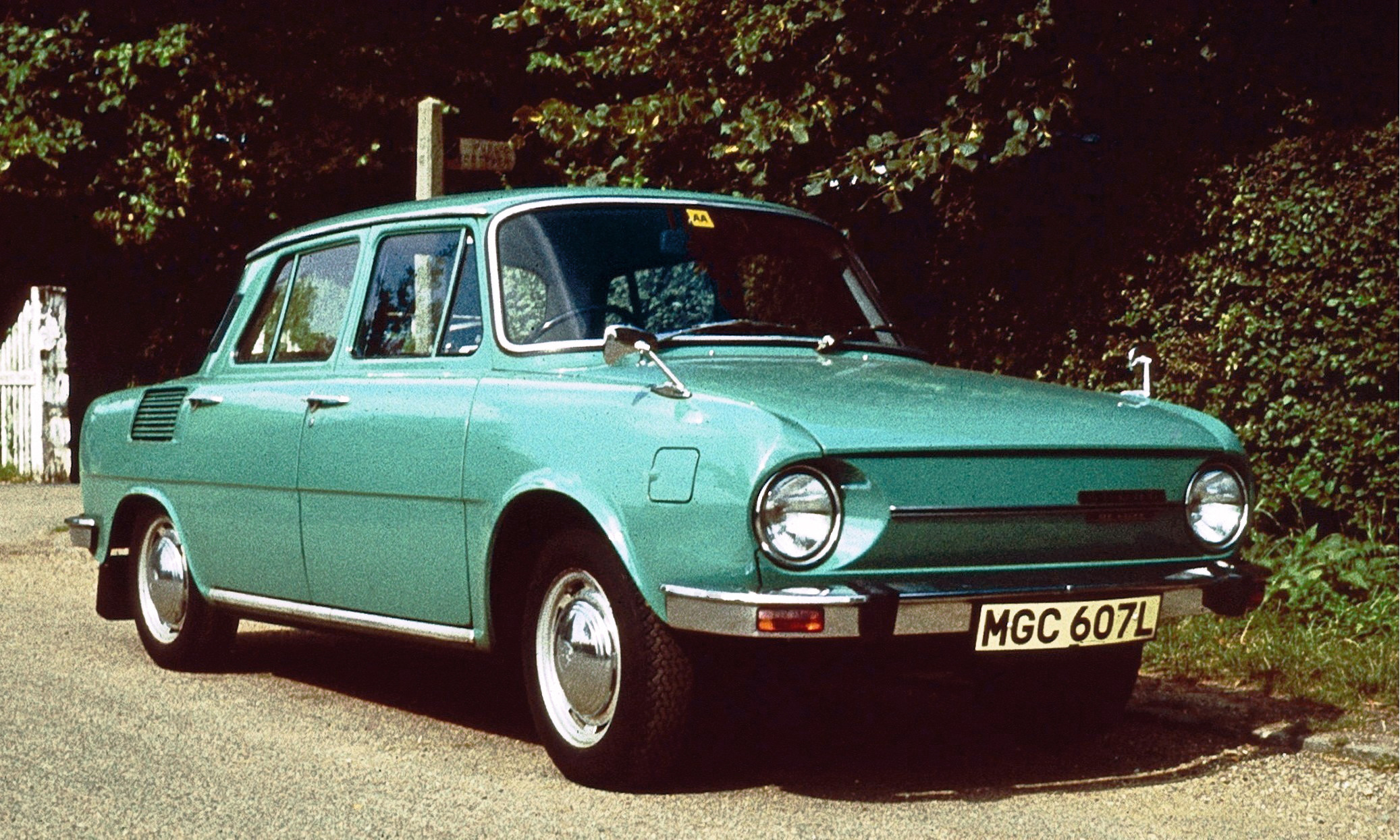
Modernizovaná Škoda 100

První modernizace byla plánována na rok 1970 a mělo se jednat o dosazení nových oválných světlometů a chromového roštu na přední masku, tato úprava však vzhledu škodovky moc neprospívala a tak bylo od modernizace ustoupeno. Další kosmetická úprava byla v roce 1972, kdy bylo vylepšeno bezprůvanové větrání vozu, zmizely zadní větrací okenní trojúhelníčky, a vůz dostal tehdy moderní, avšak nepříliš praktické zpětné zrcátko umístěné daleko dopředu na přední blatník. Mechanickým vylepšením bylo dosazení mechanického sytiče ke karburátoru (již v polovině roku 1970). Rovněž přibyla nová barevná provedení vozu.

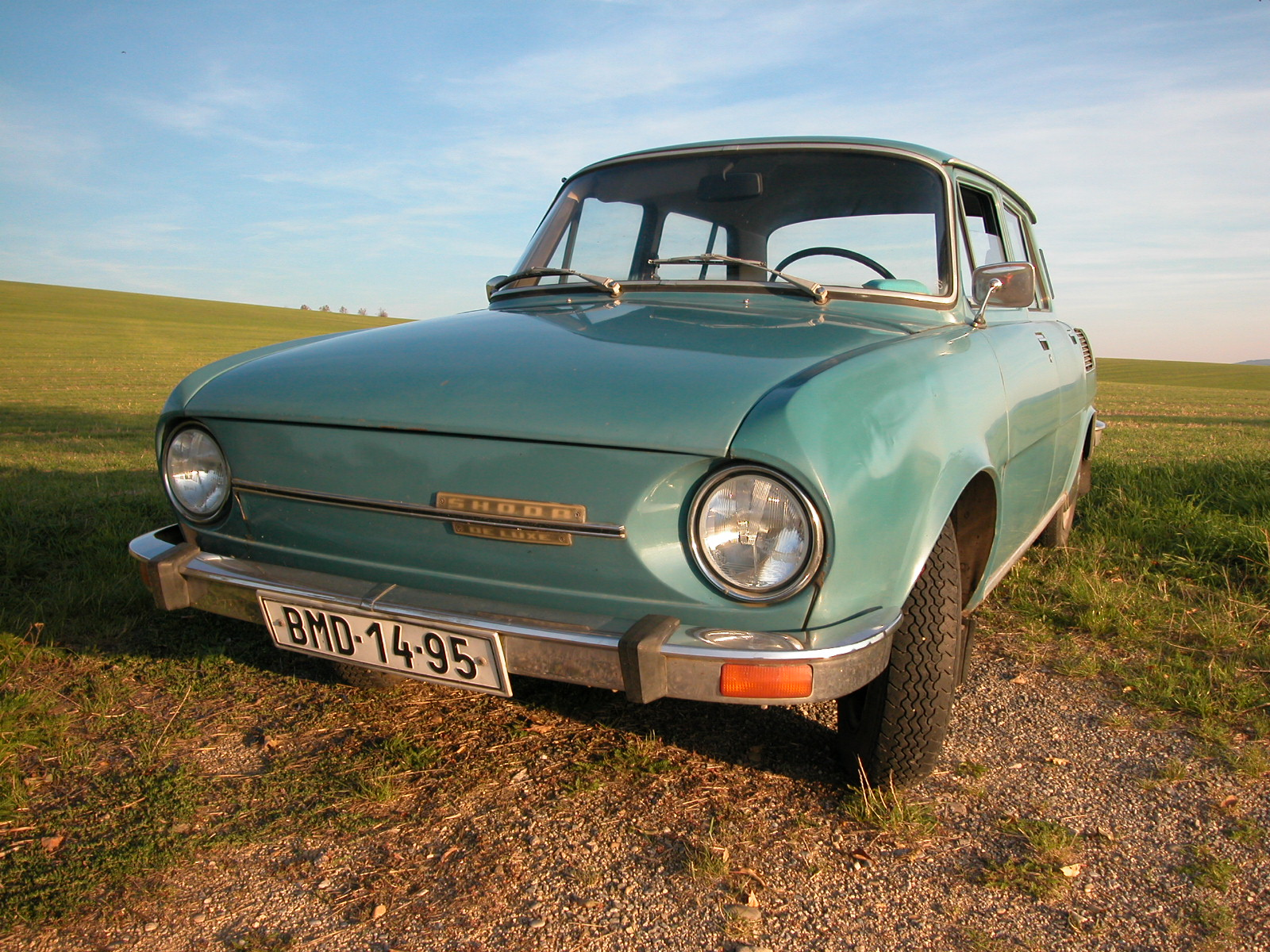
Škoda 100 L po 2. faceliftu

V roce 1973 se opět začínalo projevovat, jak československá automobilka pomalu, ale jistě ztrácí krok se západoevropskými automobilkami, a tak se opět trochu snažila vylepšit svůj zastarávající model. Inovativním technickým prvkem bylo nahrazení dynama alternátorem (12V – 35A u Š 110LS a 110R již v roce 1971) a znovu bylo vylepšeno větrání interiéru vozidla pomocí dalších výdechů v palubní desce vozidla. Zvenku lze vozidlo bezpečně poznat podle bezpečnostních zapuštěných klik Bomoro. Exportní vozidla byla dodávána dokonce i s tak překvapujícími prvky jako ostřikovače světlometů i se stírátky.
Dohromady bylo vyrobeno 259 921 vozů ve verzi 110L/110LS.
Ve výrobě měly od roku 1975 tuto typovou řadu nahradit vozy klasické koncepce Škoda 900 a Škoda 1100 (typová řada Škoda 740), ale rozpracovaný projekt byl v roce 1971 zrušen a jako náhradní řešení byly vyvinuty modely Škoda 105/120 (typová řada Škoda 742), vyráběné od roku 1976.

## Závodní verze

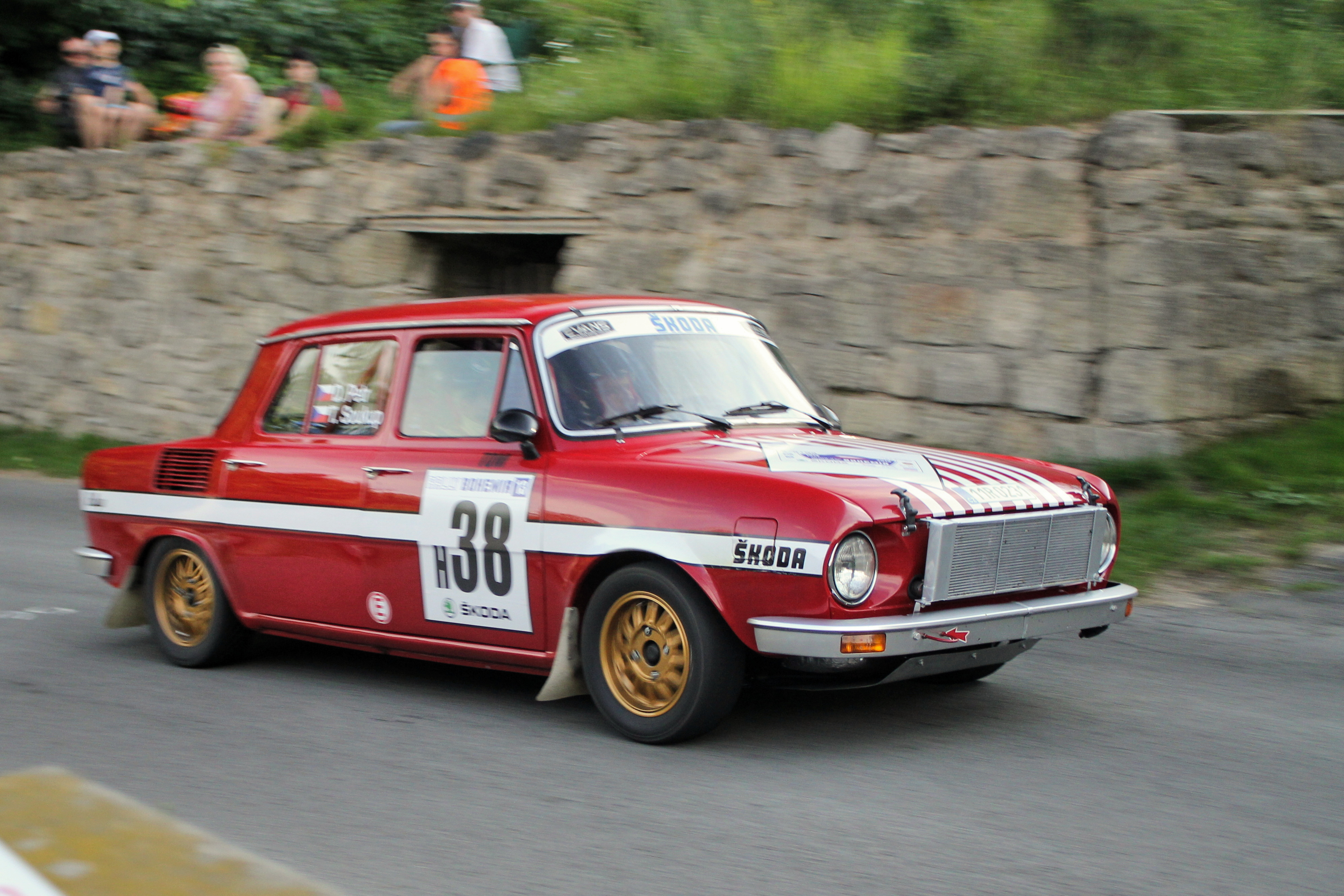
Škoda 100 s chladičem vpředu na Rallye Legend

V letech 1970 až 1976 vzniklo na základě vozu Škoda 100/110 několik variant závodních automobilů pro rallye, závody do vrchu i na okruhy. První závodní vozy byly určeny pro skupinu A1 a od sériových vozů se příliš nelišily. V roce 1972, vyvinula automobilka i stroje pro skupinu A2. Závodní automobily byly dále rozřazeny do tříd podle objemu motoru do 1000, 1150, 1200 a 1300.
Civilní modely měly motor i chladič umístěný vzadu. K chlazení motoru byl potřeba ventilátor umístěný do prostoru motoru, ten nejen spotřebovával část výkonu, ale u výkonných vozů upravených pro skupinu A2 již k uchlazení motoru nestačil. Řešením byl náporový chladič umístěný nad nárazníkem nebo pod ním. Chladič byl dost náchylný na poškození. Na tento zásah do homologace byla udělena jen dočasná výjimka pro domácí soutěže. Závodníci se tak často museli spoléhat na pootevřené víko motoru. Problém se podařilo uspokojivě vyřešit až u modelu 120 S.
Při debutu značky Škoda ve WRC při Švédské rallye 1973 se norská posádka John Haugland / Arild Antonsen se Škodou 110 L umístila na osmém místě absolutně a zvítězila ve skupině 1. V roce 1975 představila automobilka nástupnický model 130 RS s karosérií odvozenou od kupé 110 R.

### Škoda 110 L Rallye

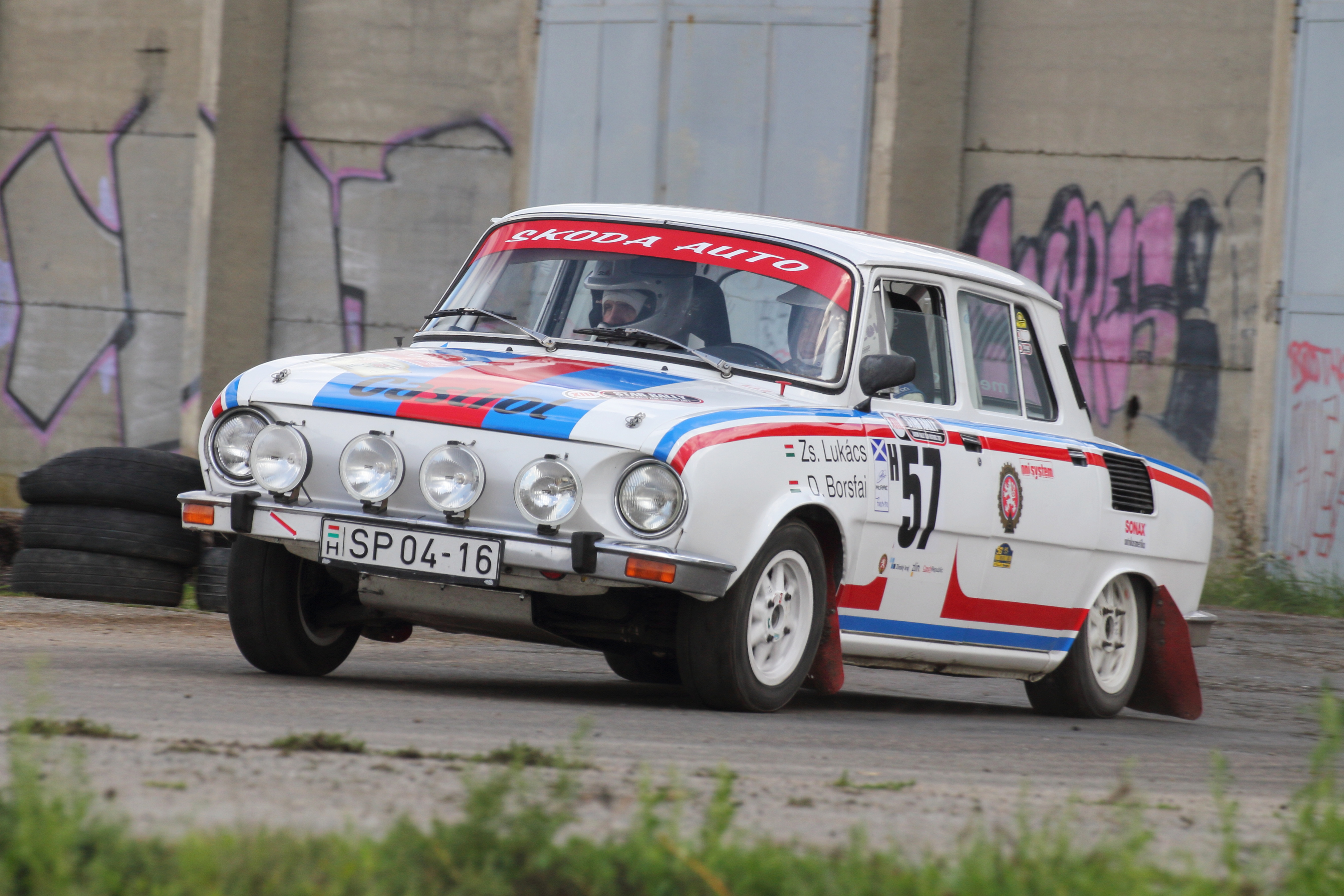
Škoda 110 L Rallye na Star Rally Historic

Škoda 110 L Rallye sloužila autoklubům Svazarmu pro přípravu speciálů do třídy A2/1150 a začínajícím zahraničním jezdcům. Vozy Škoda 110 L Rallye byly z továrny lakované zeleně, později také žlutě, s černou přední i zadní kapotou. Vepředu byla umístěna světelná rampa se čtyřmi halogenovými světlomety Hella. Dva světlomety sloužili jako dálkové světlo a další dva byly určeny do mlhy.
Vůz byl poháněn pouze mírně modifikovaným motorem s rozvodem OHV o objemu 1107 cm³. Důraz byl kladen na delší životnost.

### Škoda 120 S

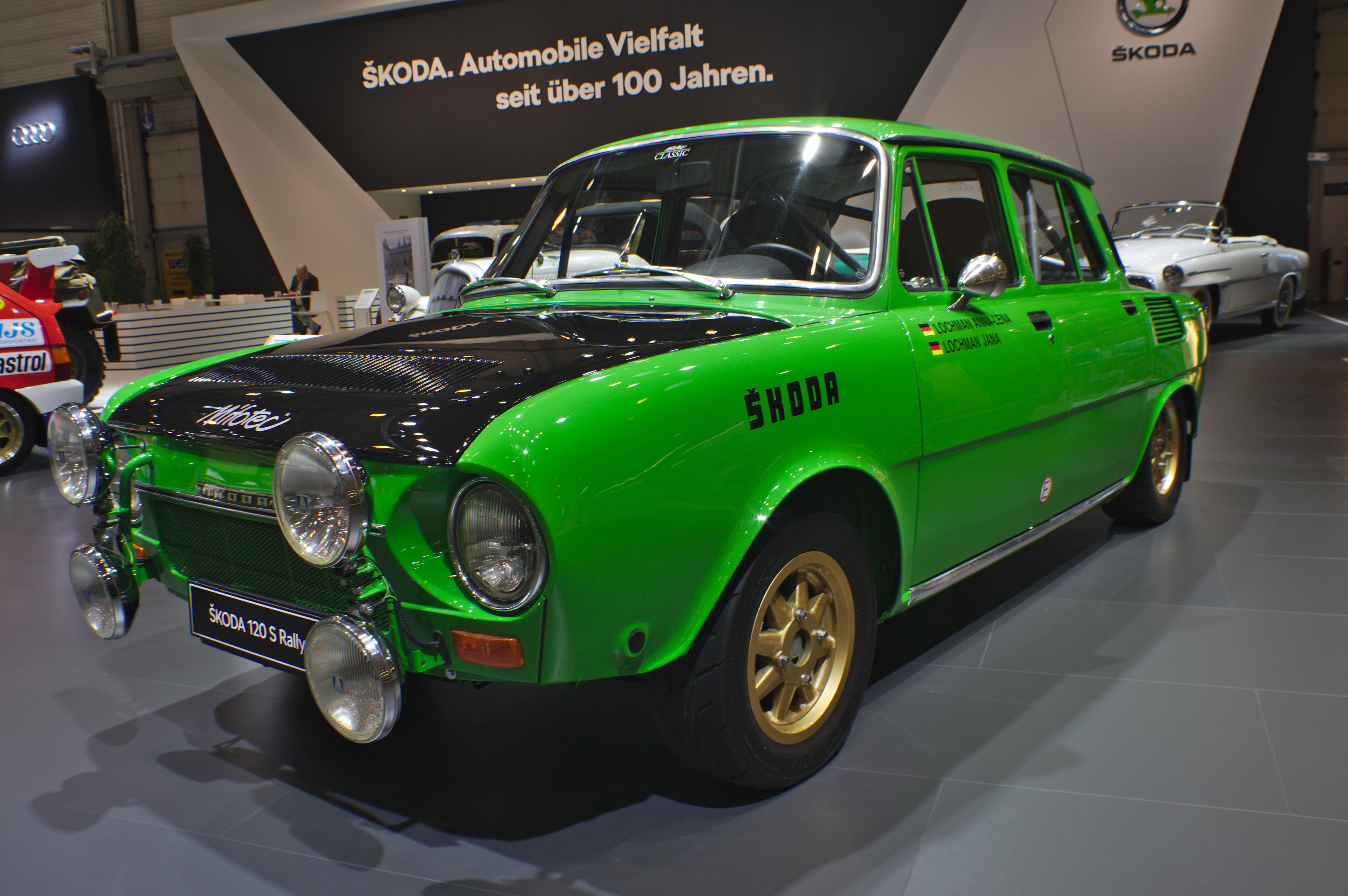
Škoda 120 S Rallye homologovaný bez nárazníku a s nasávací mřížkou na přídi vozu

Škoda 120 S (typ 728) vznikl jako sportovní automobil odvozený od modelů Škody 100/110 a malosériově se vyráběl v létech 1971 – 1974.
Soutěžní varianta Škoda 120S Rallye je čtyřdveřový dvoumístný závodní vůz s čtyřválcovým motorem OHV o objemu 1298 cm³ umístěným za zadní nápravou. Motor má vrtání 75,8 mm zdvih 72 mm, dva dvojité karburátory Weber, kompresi 11,5 a točivý moment 127 Nm při 6000 ot/min. Výkon byl 88 kW (120 koní) při 7250 ot/min závodní okruhové vozy měly výkon až 135 koní. Převodovka měla čtyři stupně, rozvor byl 2400 mm, hmotnost závodního vozu byla 750 kg. Maximální rychlost závisela na převodech a mohla být až 200 km/h, zrychlení 0-100 km/h trvalo 8 – 10 s.
Škoda 120 S je civilní verzí Škody 120 S Rally postavená kvůli potřebné homologaci. Karoserie je čtyřdveřová až pětimístná s motorem vzadu a pohonem zadních kol. Vůz měl náporový chladič v předním zavazadlovém prostoru. Motor je řadový čtyřválec s rozvodem OHV, měl objem 1172 cm³, vrtání 72 mm a zdvih také 72 mm. Vůz měl jeden dvojitý karburátor Jikov, výkon byl 47 kW (64 koní) při 5250 ot/min, komprese 9,4, točivý moment 89 Nm při 4000 ot/min., zrychlení z 0 na 100 km/h za 19,4 s a maximální rychlost rychlost 150 km/h. Převodovka byla čtyřstupňová. Vůz měl rozvor 2400 mm. Automobil je homologován s i bez nárazníků, s nárazníky byl dlouhý 4155 mm, široký 1620 mm a vysoký 1380 mm. Vážil 795 až 860 kg.
Aby Škoda 120 S Rally mohla být homologována, muselo by se vyrobit 1000 vozů série, Škodovka ale tohoto modelu vyrobila pouze 100 kusů. Aby jí komisaři mezinárodní automobilové federace tento model schválili, tvrdila automobilka, že neexistujících 900 vozů slouží u bezpečnostních složek tehdejší policie.

## Galerie

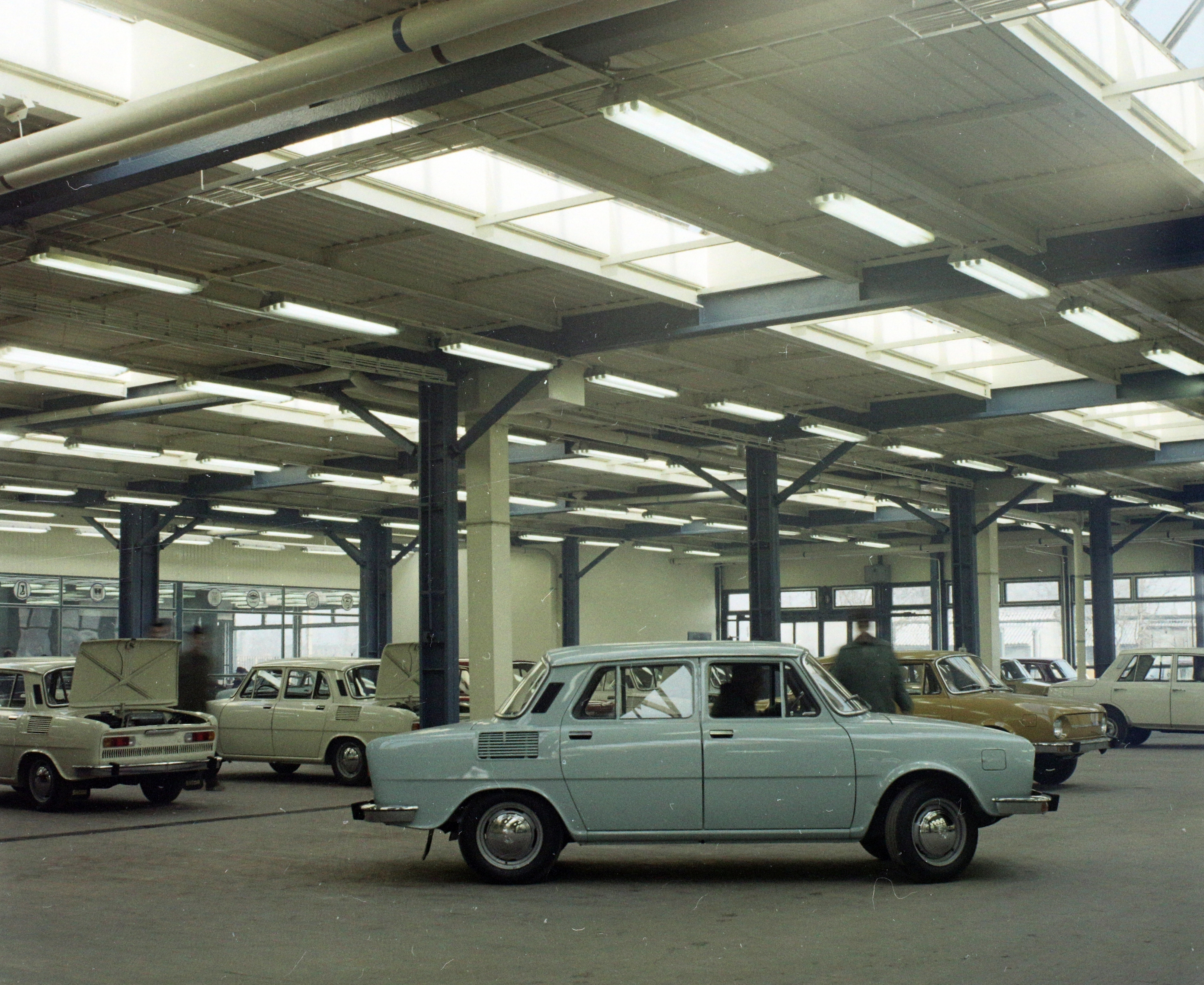
Škoda 100/110 (1974)
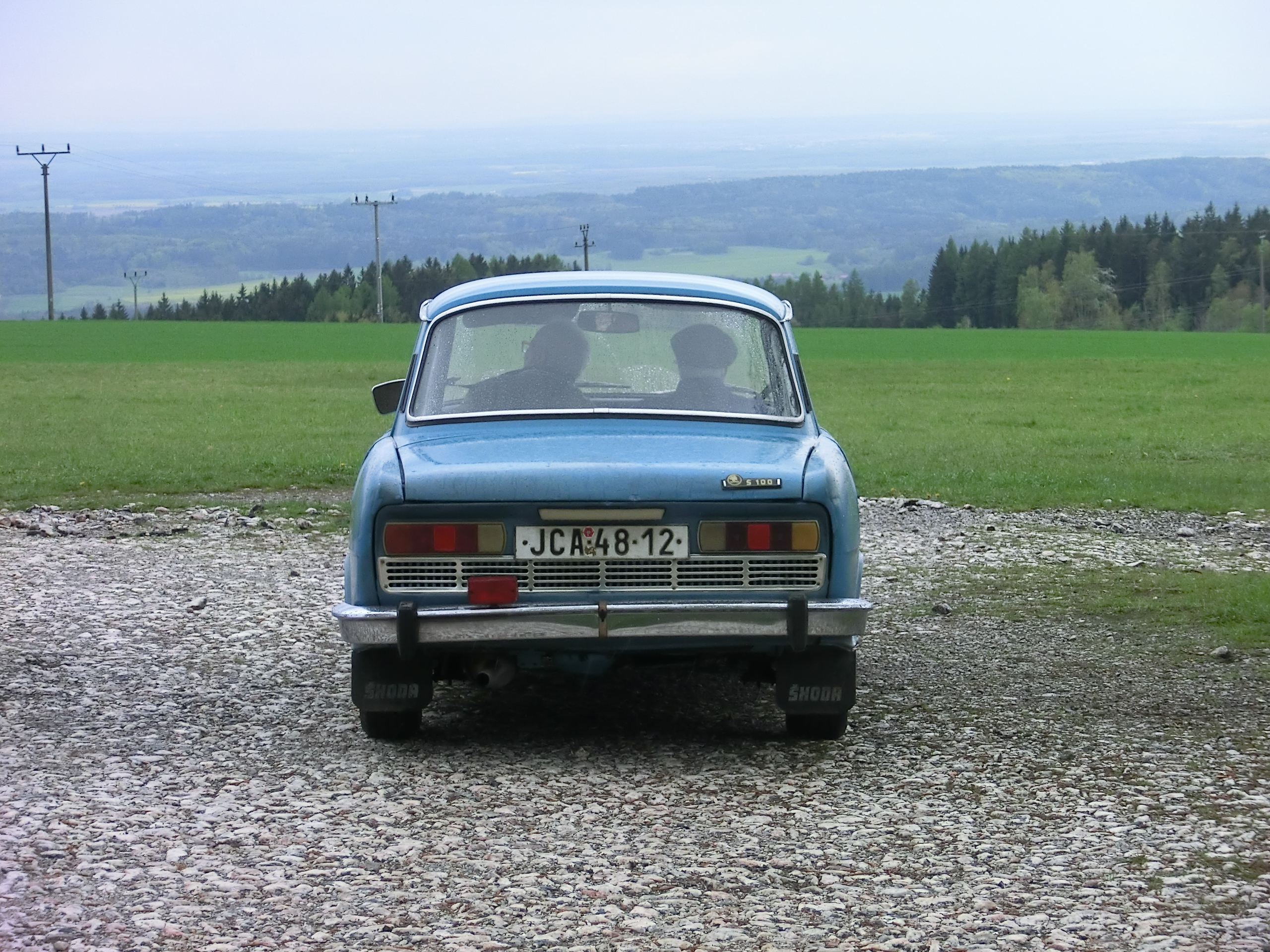
Škoda 100, Zvičina
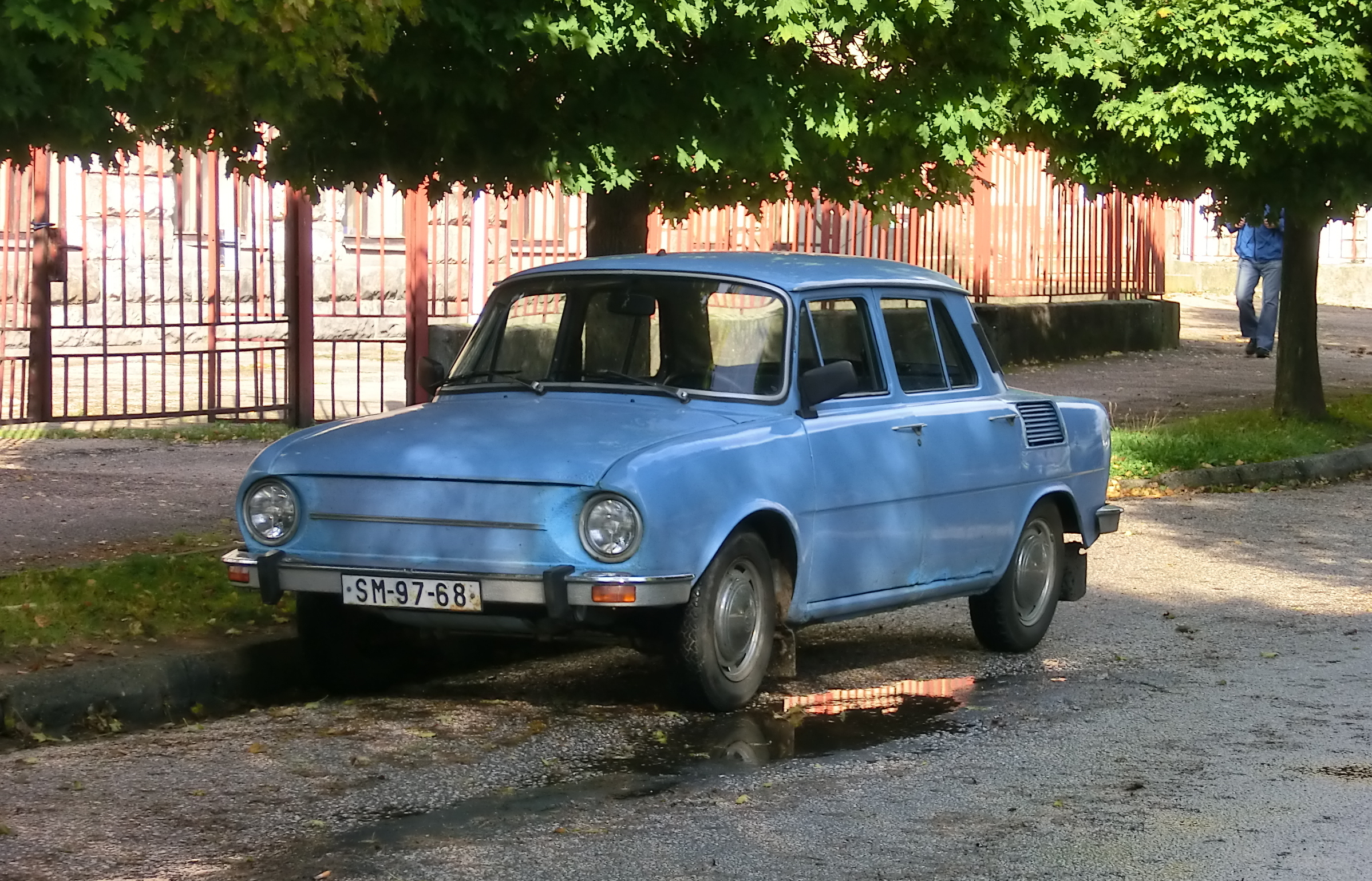
Škoda 100
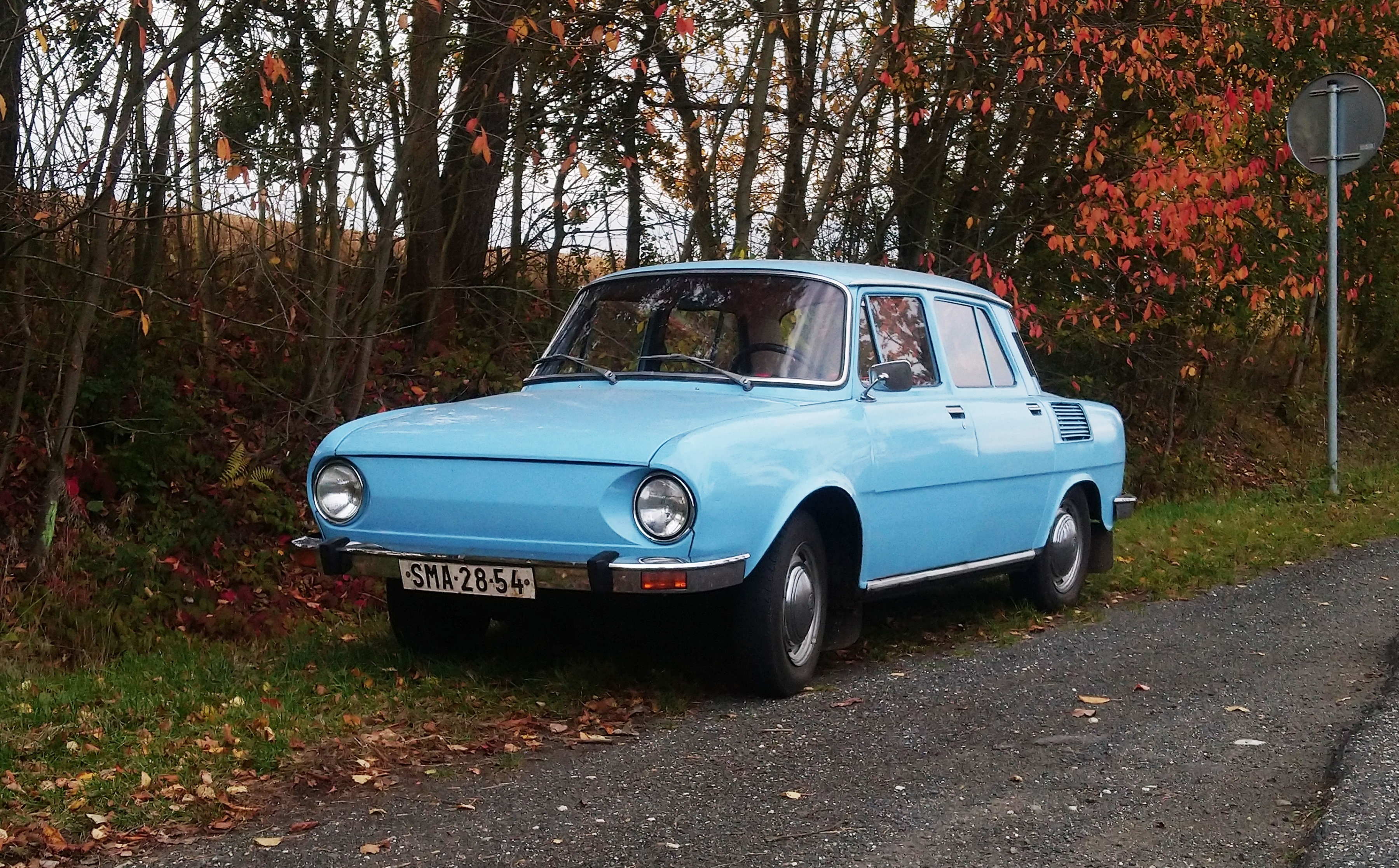
Škoda 110 L (1973–76)
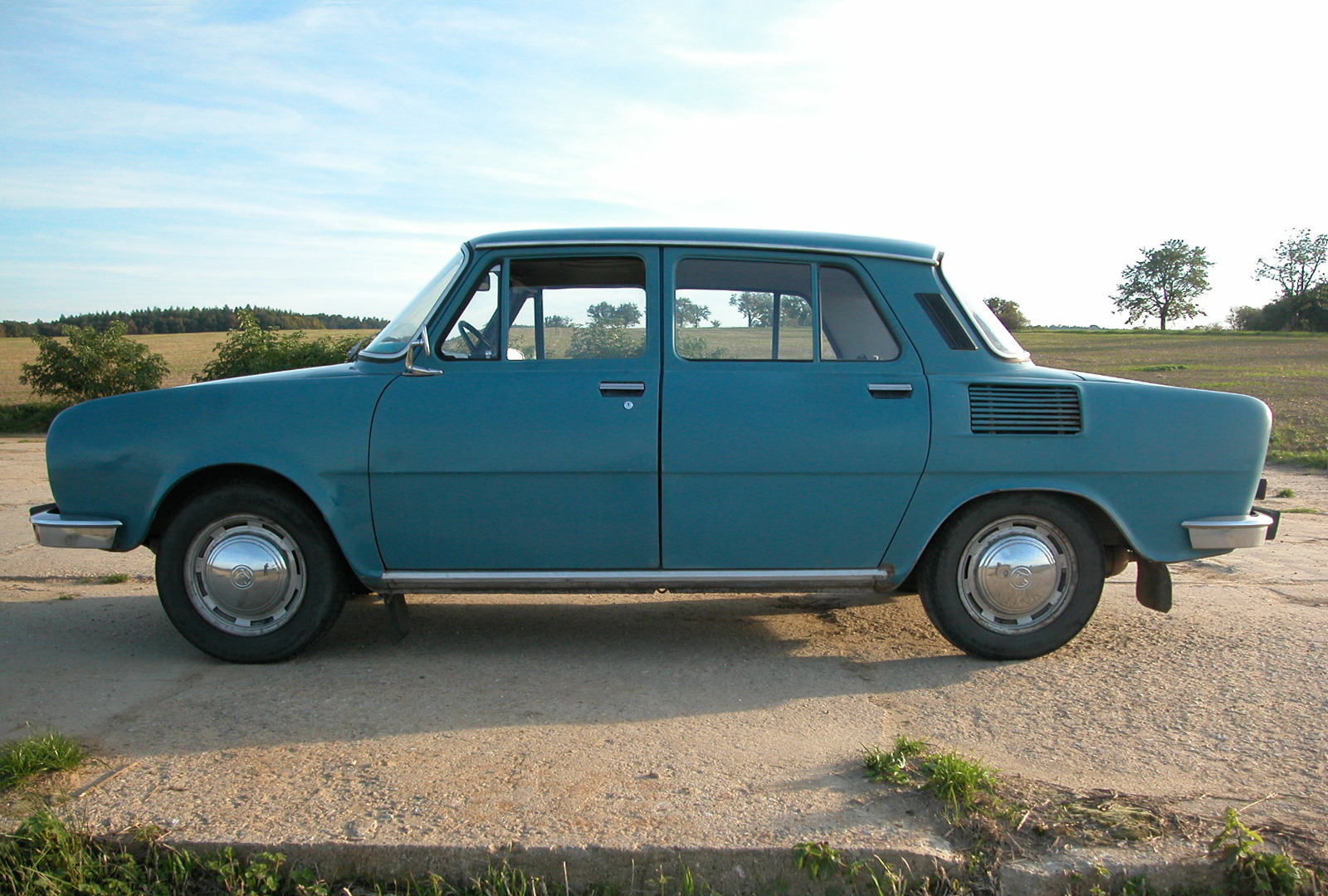
Škoda 100 L (1974)
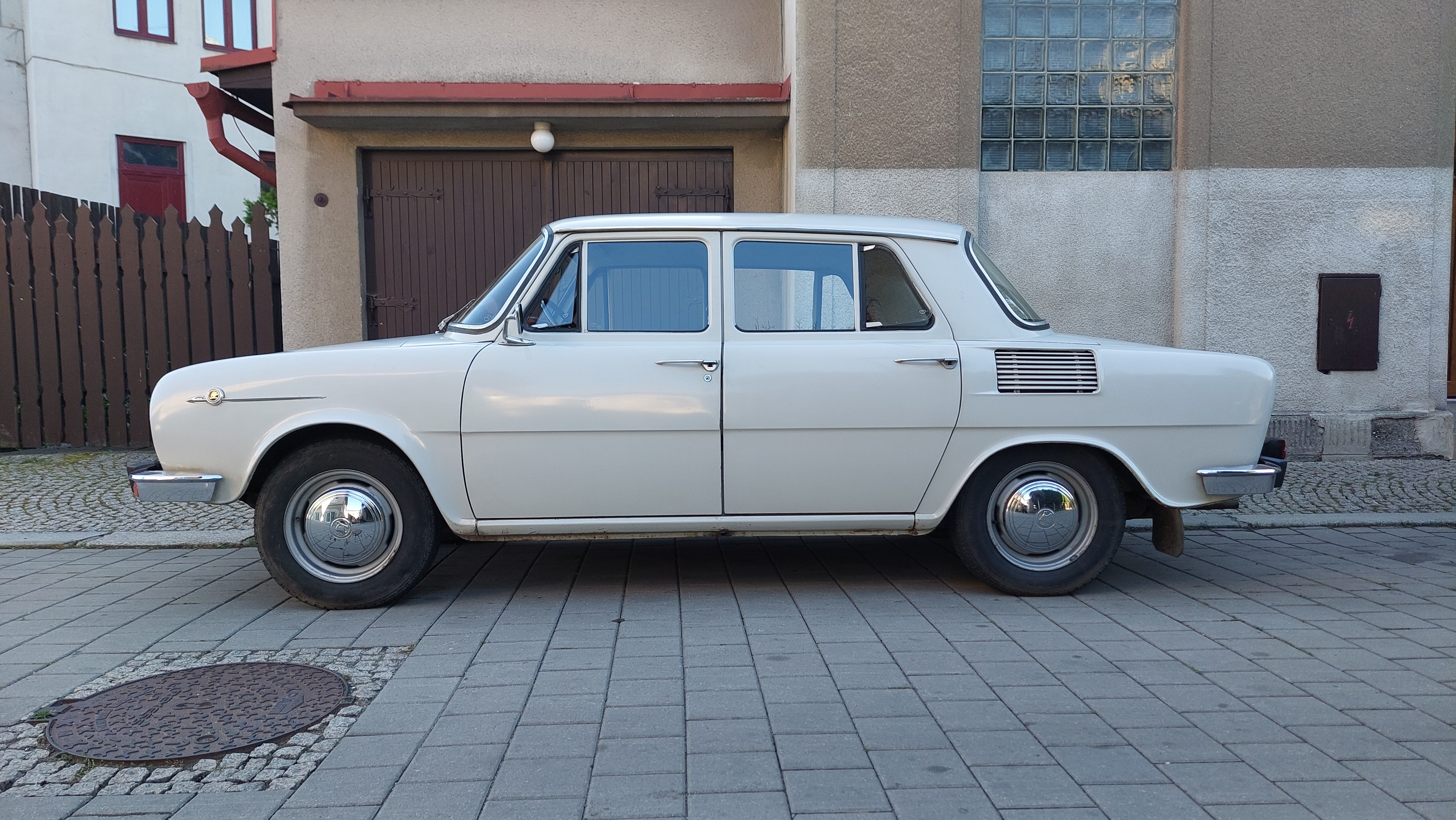
Škoda 100 (1969–71)
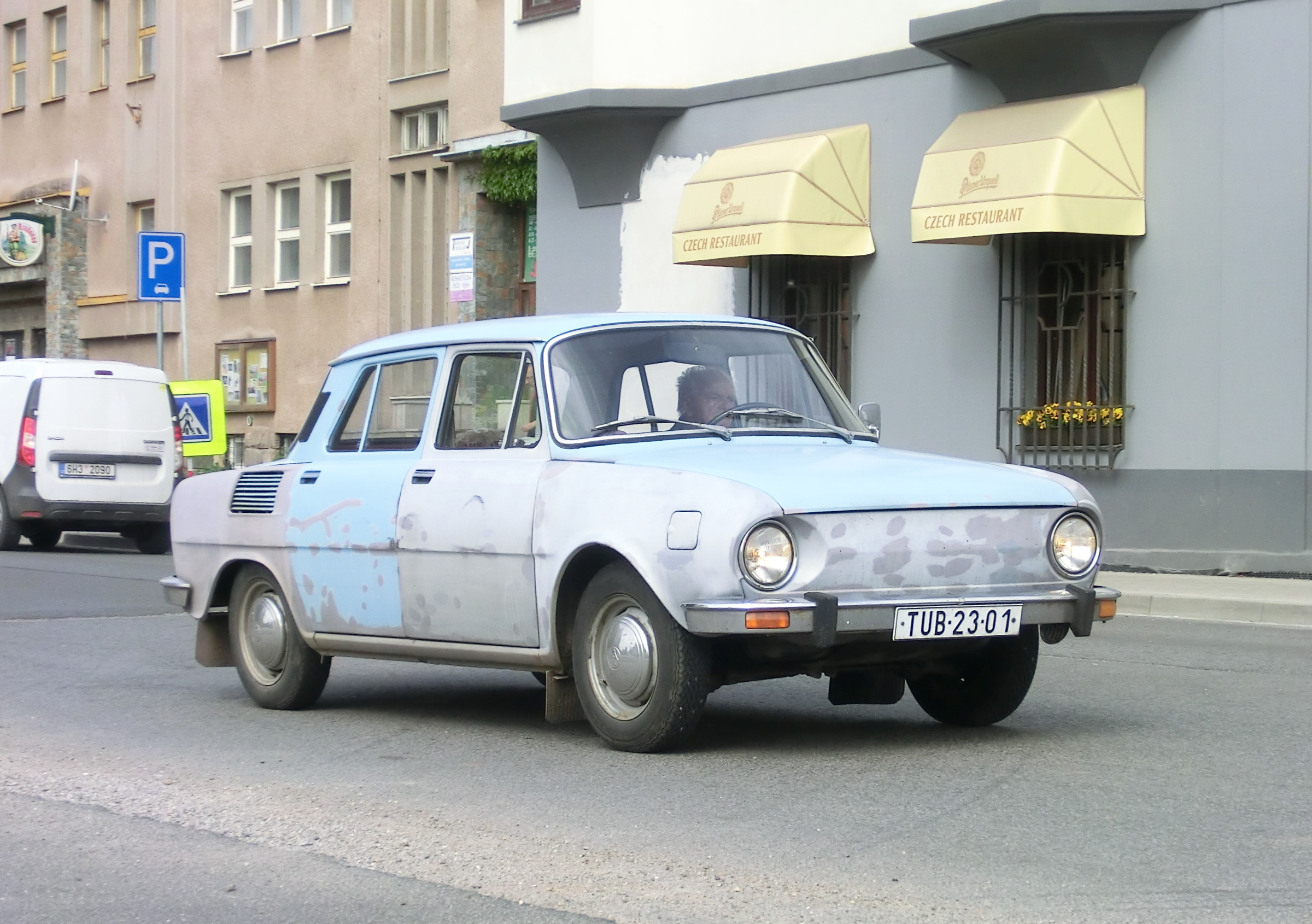
Škoda 100 s lakem, který se někdy typicky oprýskal
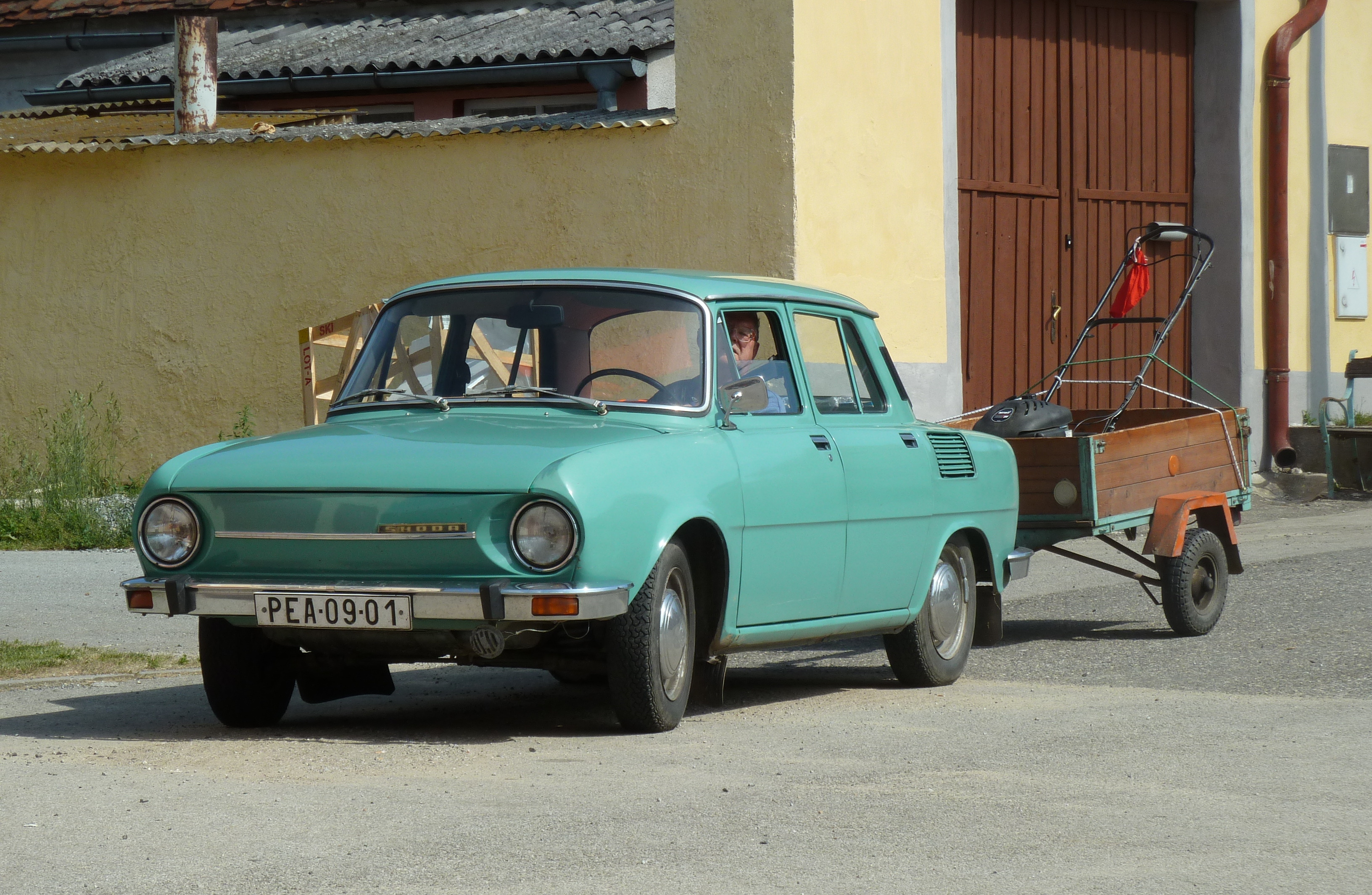
Škoda 100 s vozíkem
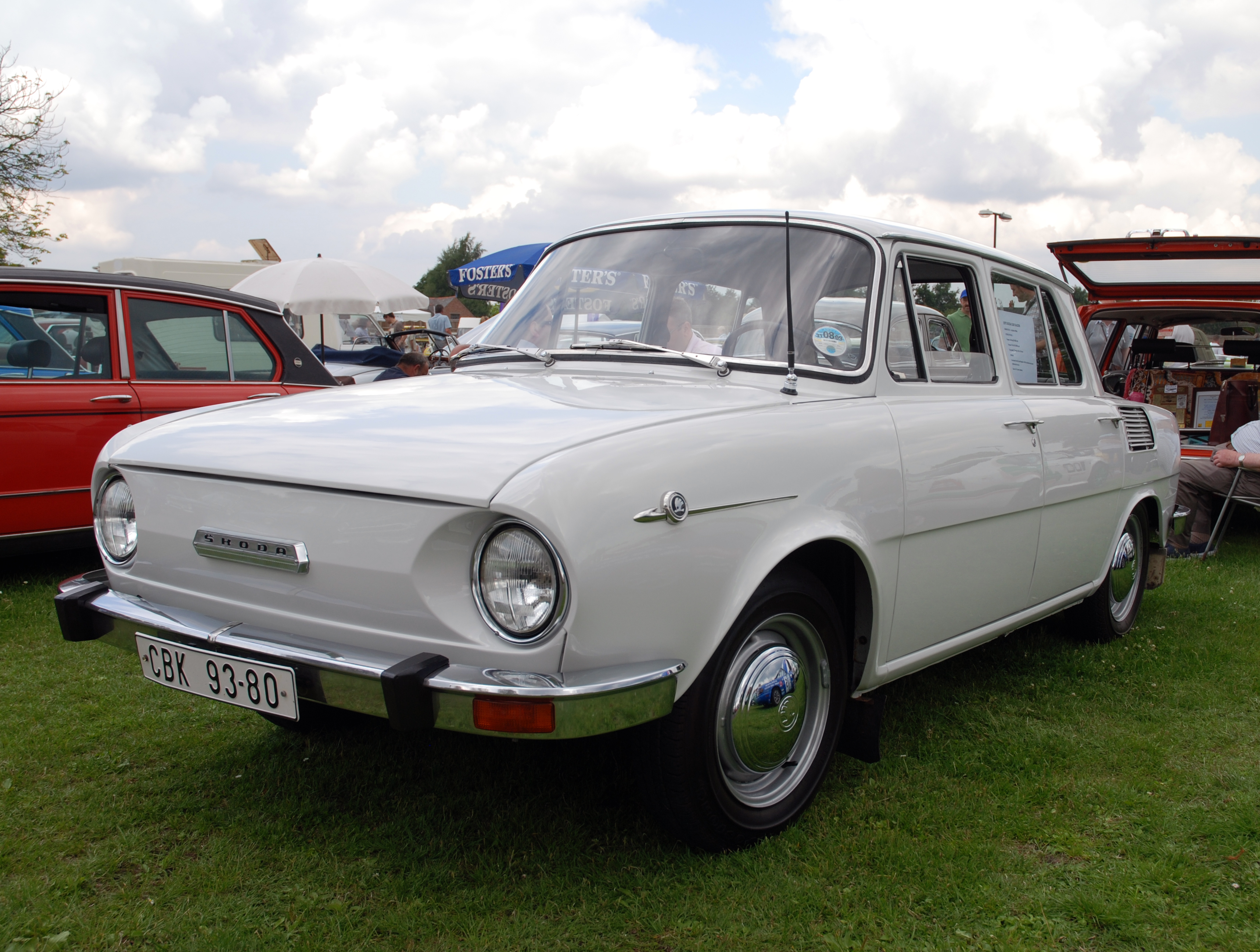
Škoda 100 (1969–71)
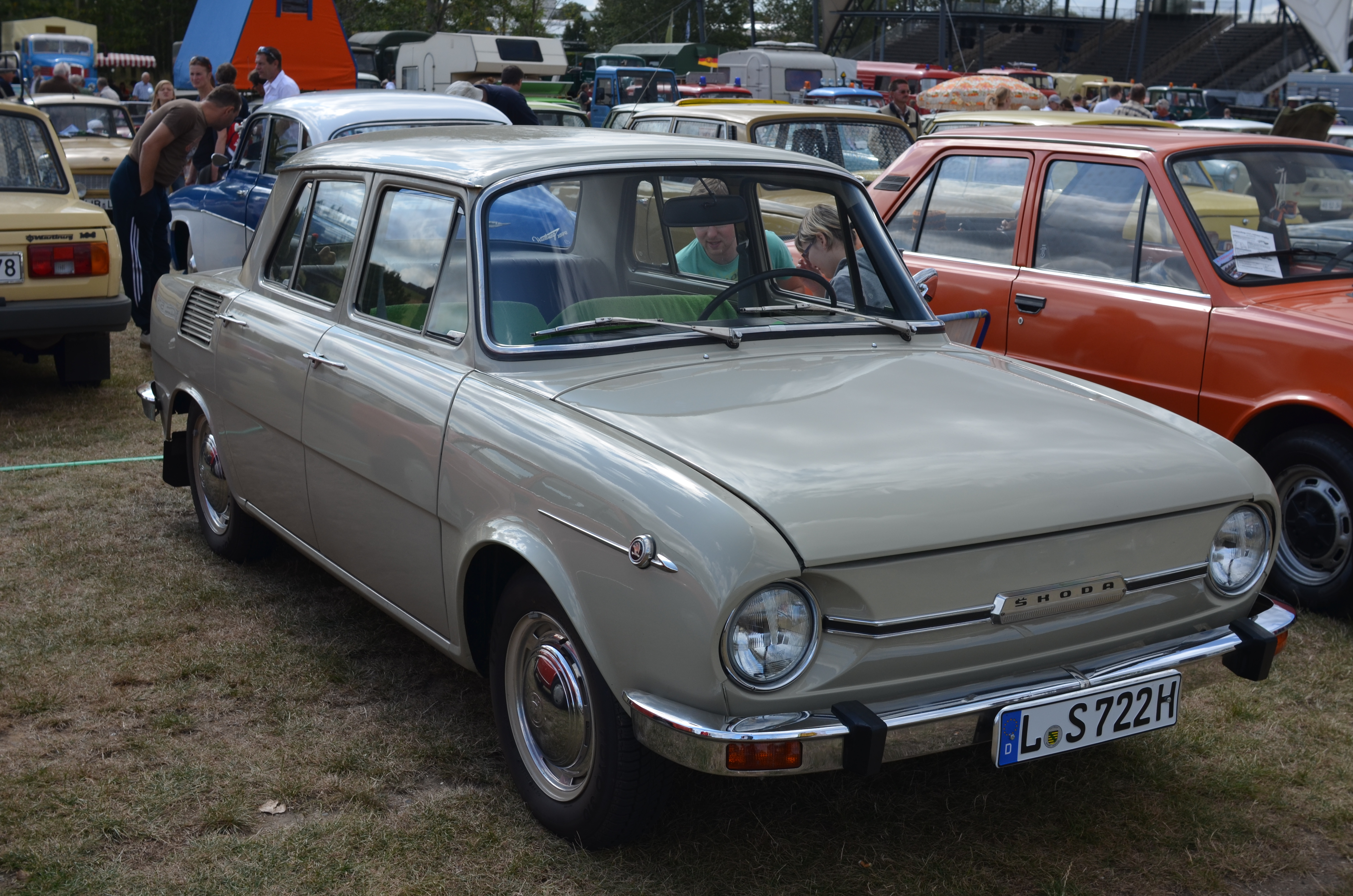
Škoda 100 (1969–71)
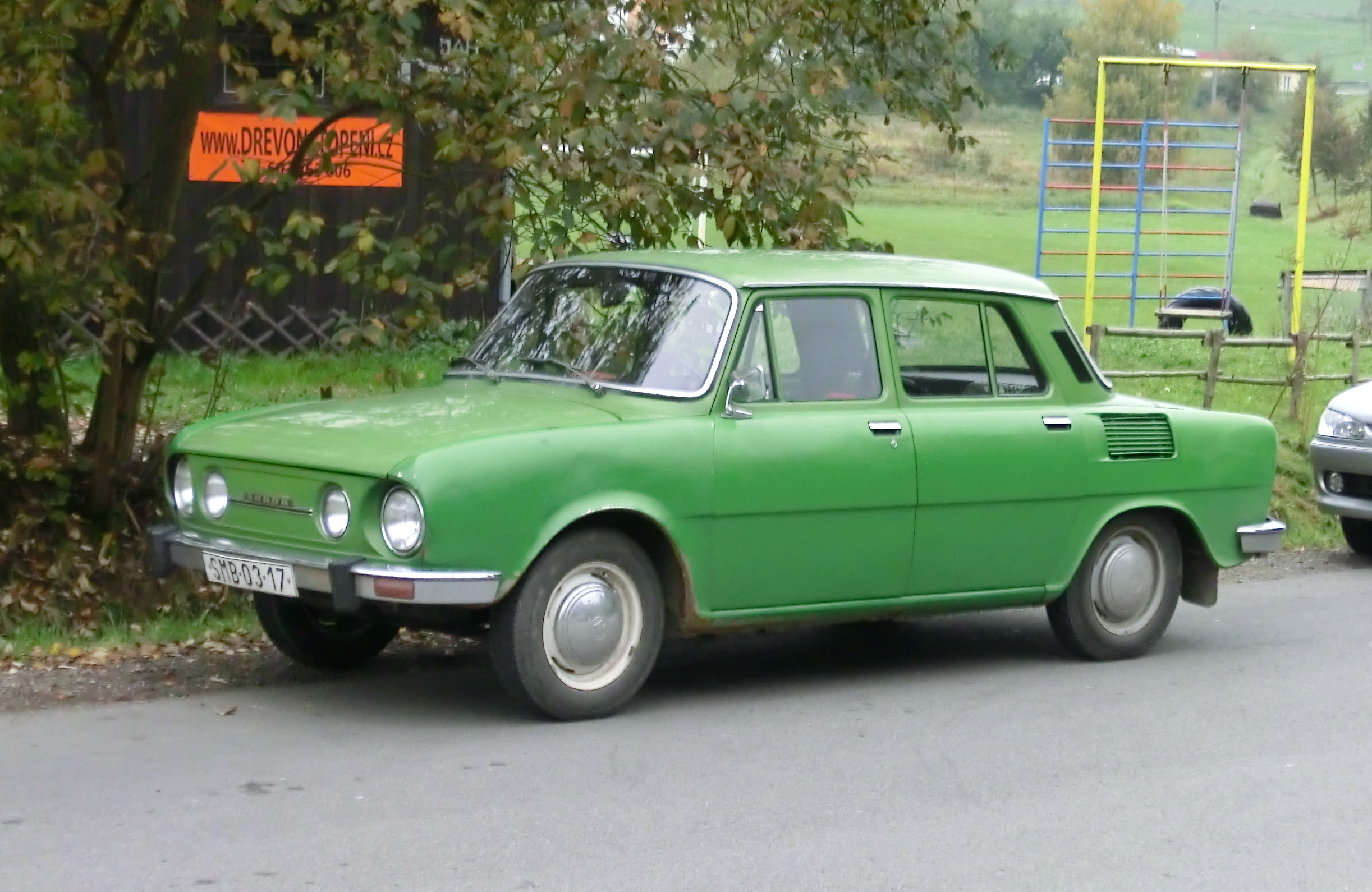
Škoda 100 L
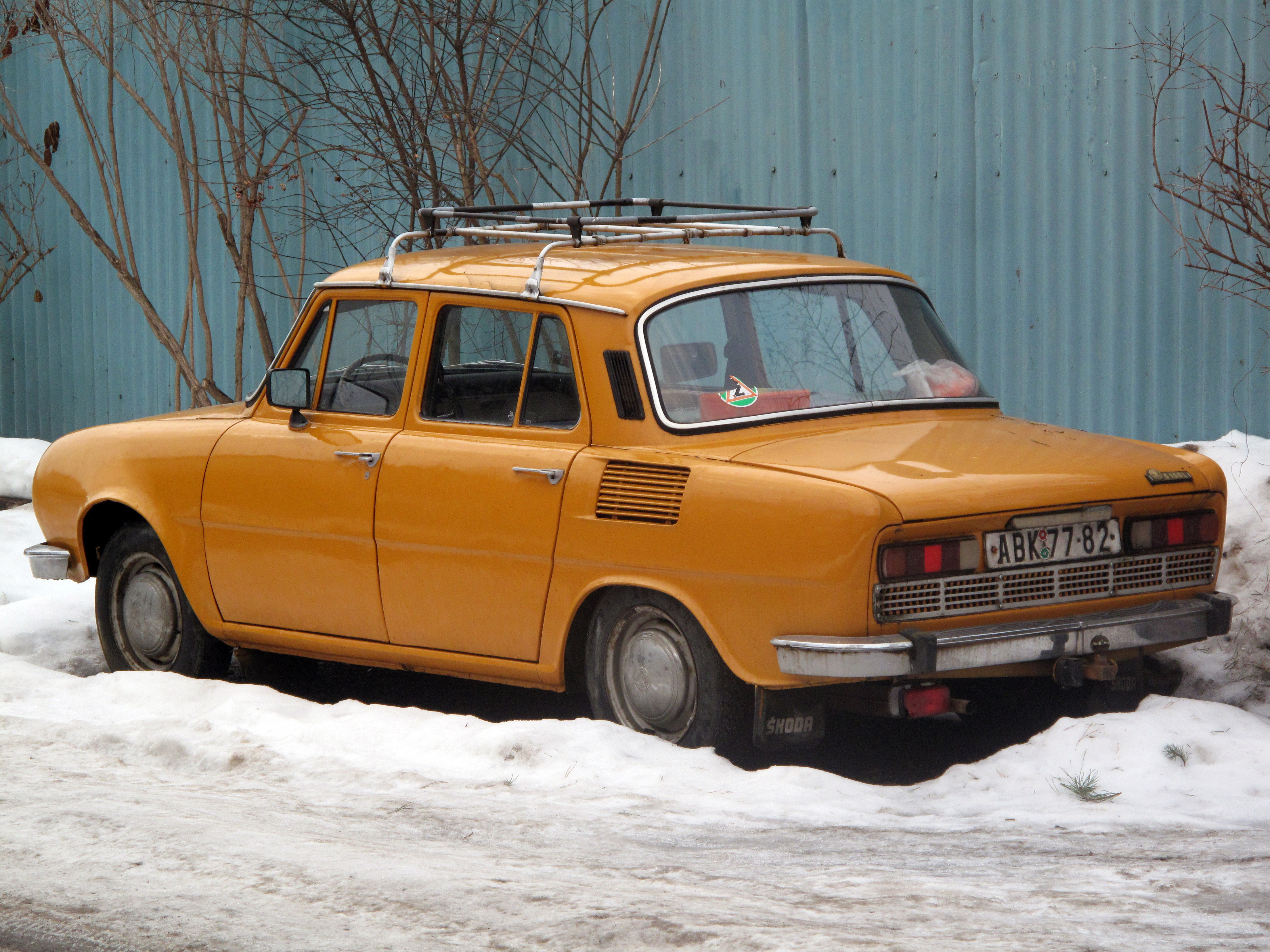
Škoda 100 L se samolepkou řidiče začátečníka
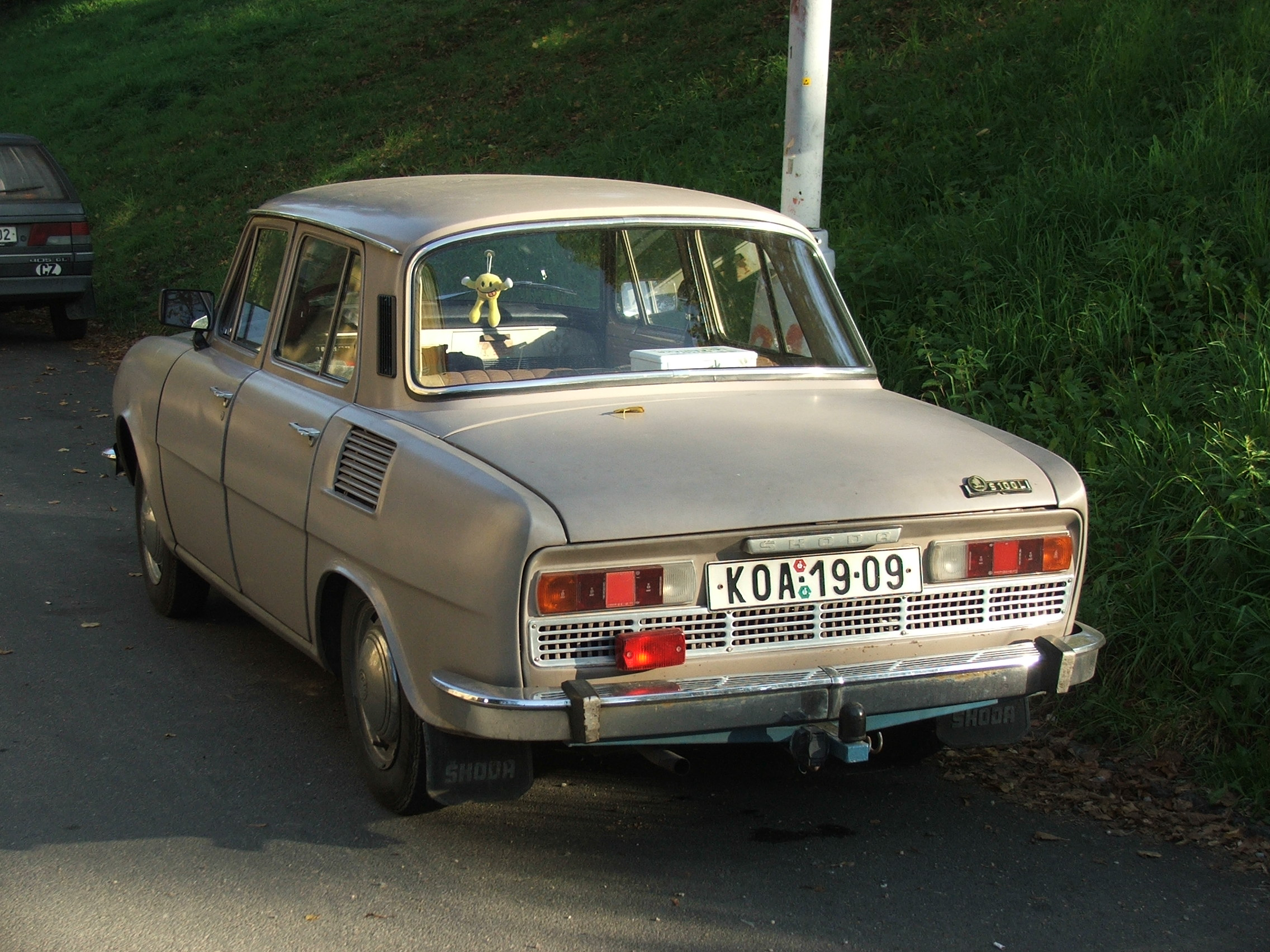
Škoda 100 L s kolínskou poznávací značkou
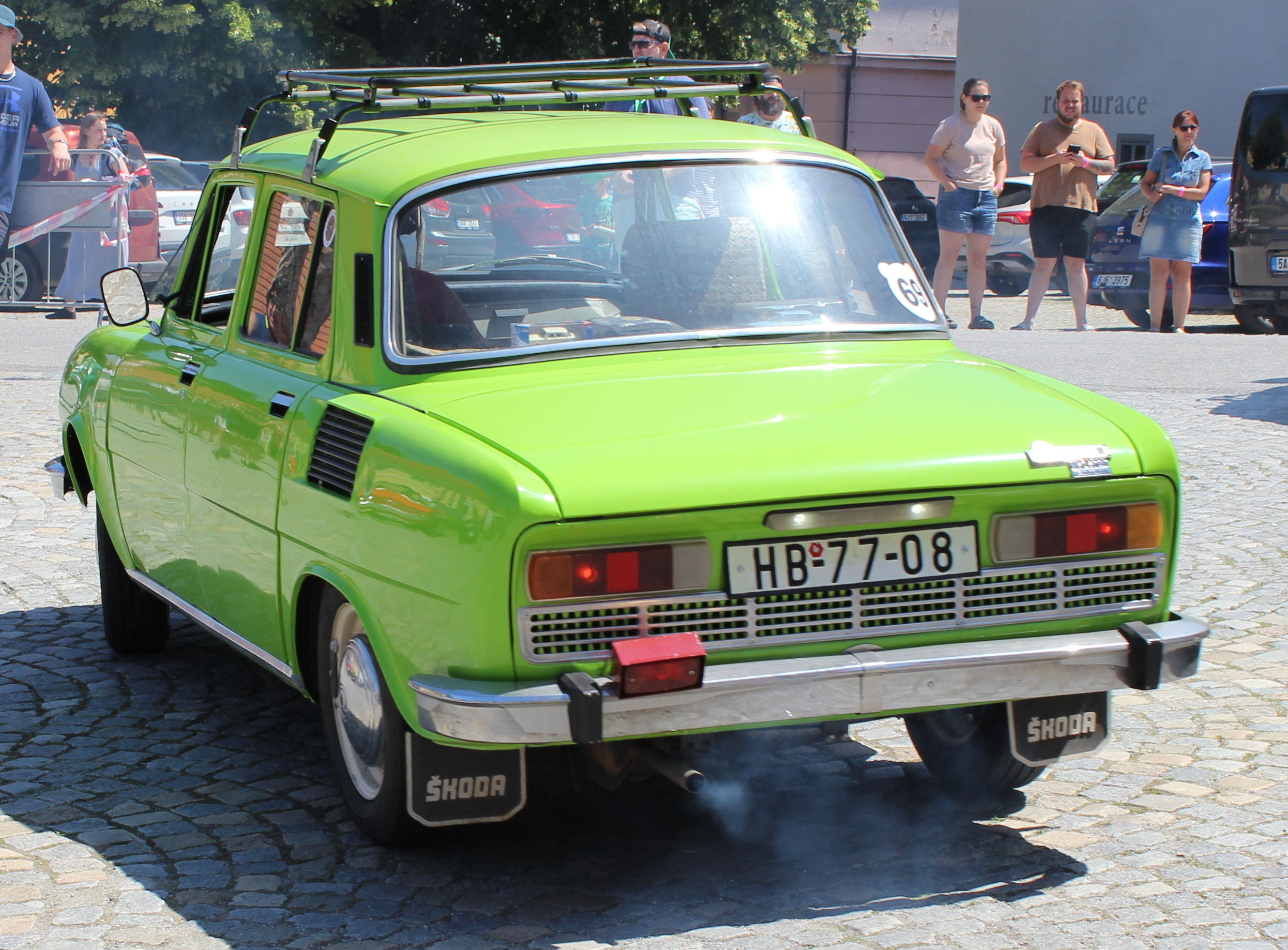
Škoda 100 L s havlíčkobrodskou poznávací značkou